# フアン・デ・パレーハの肖像
『フアン・デ・パレーハの肖像』(フアン・デ・パレーハのしょうぞう、西: Retrato de Juan de Pareja、英: Portrait of Juan de Pareja) は、バロック期のスペインの巨匠ディエゴ・ベラスケスによる1650年頃の肖像画である。現在、ニューヨークのメトロポリタン美術館に所蔵されている。1970年にメトロポリタン美術館が購入した際は、ロンドンのクリスティー&ウッズで231万ポンドという、それまでのオークションの最高落札価格の記録を作ったことでも知られるベラスケスの肖像画の名品である。

## 背景
ベラスケスは1649年５月から1651年にわたり約１年半、2度目のイタリア滞在をした。この滞在の目的は、スペインの画家・美術著作者アントニオ・パロミーノが記しているように「オリジナルの絵画と古代彫像を買いつけ、最も有名なものはそれらの鋳型をとる (『絵画館と視覚規範』III、1724年) ためであった。加えて、ローマ教皇への特別使節という高度の政治的使命があったこのイタリア旅行は聖年を目前にしていたため、スペインからも枢機卿たちが着任していた。ベラスケスはパンフィーリ家やそのライヴァルのバルベリーニ家にも厚遇され、スペイン国王フェリペ4世のために古代彫刻を獲得するという困難な公務にも便宜が図られた。絵画については、ベラスケスは王のためにヴェロネーゼの『ヴィーナスとアドニス』(プラド美術館) を初め、ティントレットの『ヨセフとポティファルの妻』を含む旧約聖書主題の６連作 (プラド美術館) などを買いつけている。

## 作品
このイタリア旅行でベラスケスに同伴したのが本作に描かれているフアン・デ・パレーハである。フアン・デ・パレーハは17世紀初頭、マラガに生まれた混血のムーア人で、ベラスケスの奴隷であり、同時に工房の助手でもあった。ベラスケスはローマ滞在中に10点の肖像画を手掛け、そのうちの5点が現存しているが、スペインの画家・美術史家アントニオ・パロミーノによると、それらの肖像画中もっとも名高い教皇『インノケンティウス10世の肖像』(ドーリア・パンフィーリ美術館) の肖像が描かれる前に、本作はその練習台にとベラスケスがローマ滞在の最初期に描いたものである。
ベラスケスは1650年２月、聖ルカ美術アカデミーの名誉会員に選出されたが、本作では自らの優れた才能をイタリア人の画家たちに印象付けようとしたことがうかがえる。作品は1650年3月にローマのパンテオンで一般公開されたが、パロミーノの『伝記』には「展示作品のうち他の作品は絵に見えるがこの作品だけは本物の人間に見えると、各国の画家からあまねく高い評価を受けた」と記されている。
非公式の作品であるため、フアン・デ・パレーハのポーズも、不屈の視線も、背景の暗緑色系のトーンもベラスケスの独自性を示している。距離を置いて見れば、白の縁飾りが際立つ肌の浅黒い人物の容貌が生きているかのように存在している。また、その姿には人間としての自負と誇りが表現されており、ベラスケスの弟子への友愛と、自身のコンベルソとしての出自に関する葛藤があったからこそ生まれた名作である。なお、この作品の制作直後にベラスケスは「逃亡せず、犯罪も犯さない」という執行猶予付きで、フアン・デ・パレーハに奴隷解放状を授与している。